# 中村博直
中村 博直（なかむら ひろなお、1916年（大正5年）9月15日 - 1991年（平成3年）9月9日）は、日本の彫刻家。神奈川県愛甲郡出身。
50年間、木彫一筋に女性の美しさと力強さを追求した。また古典的木彫技法を用いて季節感を表す作品を得意とした。

## 来歴
1916年（大正5年）9月15日、神奈川県愛甲郡に生まれる。
1937年（昭和12年）3月より沢田政広に師事。
1946年（昭和21年）、第1回日展（日本美術展覧会）出品作「春庭」が初入選。以後、1949年（昭和24年）「立女」特選、1960年（昭和35年）「立つ少女」特選。1982年（昭和57年）「女性」が文部大臣賞。翌1983年（昭和58年）制作作品「静秋」が昭和61年度（1986年）日本芸術院賞を受賞。
1964年（昭和39年）より日展会員。後に日展理事、日本彫塑会理事。
1991年（平成3年）9月9日、東京都国立市の自宅で死去、享年74。

## 主な作品
日展出品全作品については#外部リンク参照。特記なければ全て木彫作品。
|  | 作品名       |   | 製作年             |   | 備考                                              |
|  | 「立女」     | - | 1949年（昭和24年） | - | 第5回日展特選。                                   |
|  | 「立つ少女」 | - | 1960年（昭和35年） | - | 第3回社団法人日展特選。                           |
|  | 「粧い」     | - | 1980年（昭和55年） | - | 東京国立近代美術館蔵。                            |
|  | 「女性」     | - | 1982年（昭和57年） | - | 文部大臣賞。                                      |
|  | 「炎夢」     | - | 1989年（平成元年） | - | ブロンズ像 / 岐阜県中津川市サンライフ中津川設置。 |

## 書籍
- 沢田政広、金子量重、中村博直、池田三四郎ほか『小さな蕾　昭和50年4月号』創樹社、1975年。ASIN B01LX12ZNM。